# Gilbert (Disney)
Pour les articles homonymes, voir Gilbert.
Gilbert  est un personnage de fiction  créé par Bill Wright pour la Walt Disney Company en mai 1954. Il est le neveu de Dingo apparu en bande dessinée dans Le neveu de Goofy est un as. Il est donc un chien anthropomorphe, mais sa mère n'est pas connue. C'est un enfant très intelligent qui aide son oncle dans leurs aventures.
Comme son oncle il peut en avalant des super cacahouètes se transformer en super-héros.